# Bio-MEMS

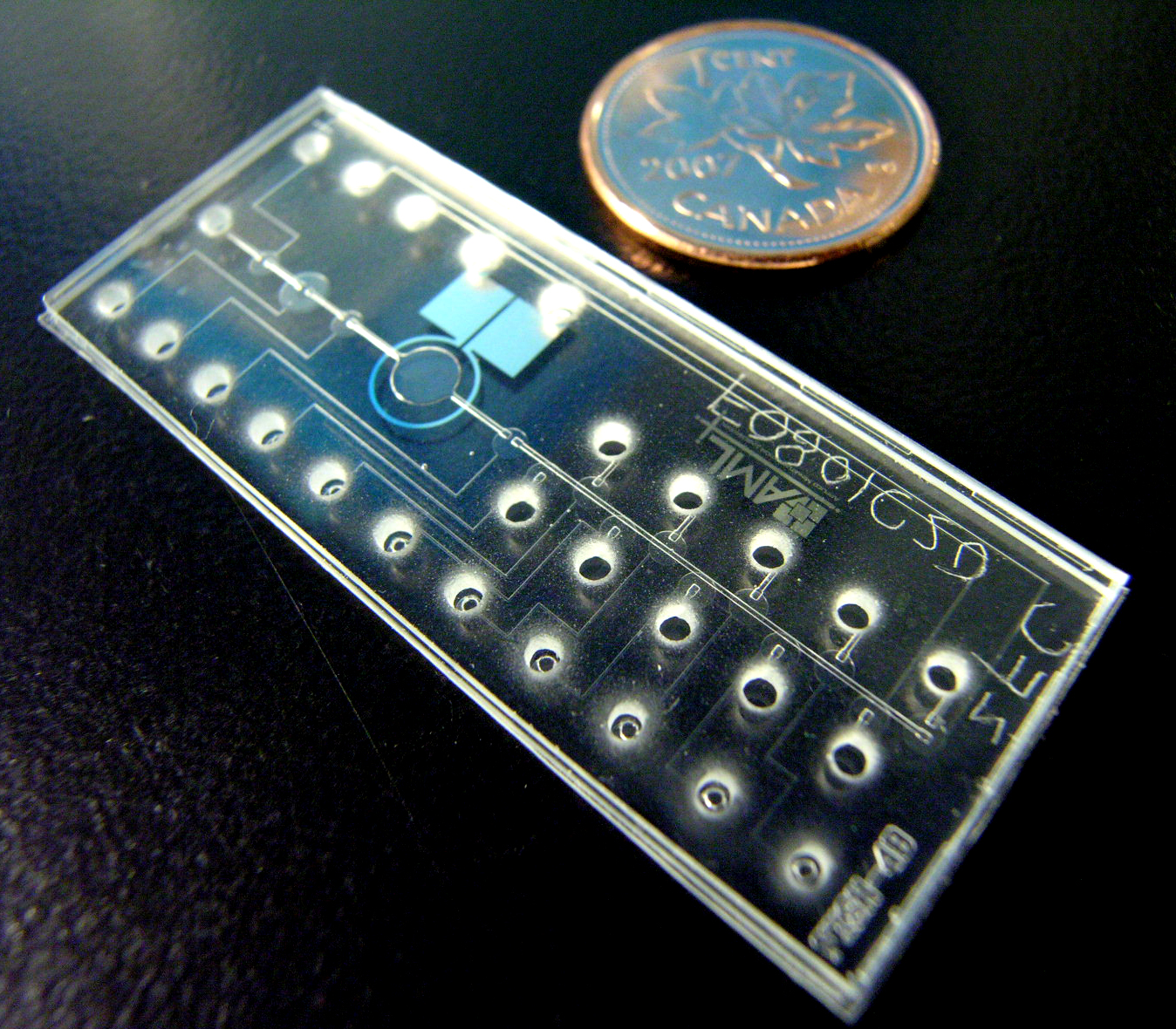
Прикладом біо-МЕМС пристрою є цей автоматизований мікрочип FISH, який об'єднує мультиплексор реагентів, клітинну камеру з тонкоплівкових нагрівальним шаром і перистальтический насос.

Bio-MEMS — це абревіатура для біомедичних (або біологічних) мікроелектромеханічних систем. Біо-МЕМС значно перетинаються і іноді розглядаються як синоніми лабораторій-на-чипі (LOC) і систем мікрототального аналізу (μTAS). Біо-МЕМС, як правило, більше зосереджені на механічних деталях і технологіях мікрофабрікаціі, придатних для біологічних додатків. З іншого боку, лабораторія-на-чипі займається мініатюризацією і інтеграцією лабораторних процесів і експериментів в окремі (часто мікрофлюїдних) чипи. У цьому визначенні пристрою lab-on-a-chip не мають строго біологічного застосування, хоча більшість з них мають або можуть бути адаптовані для біологічних цілей. Аналогічно, системи мікрототального аналізу можуть не мати біологічну застосування і зазвичай призначені для хімічного аналізу. Широке визначення біо-МЕМС може бути використано для позначення науки і технології роботи на мікромасштабі для біологічних і біомедичних застосувань, які можуть включати чи не включати будь-які електронні або механічні функції. Міждисциплінарний характер біо-МЕМС об'єднує матеріалознавство, клінічні науки, медицину, хірургію, електротехніку, машинобудування, оптичну інженерію, хімічну інженерію і біомедичну інженерію. Деякі з основних областей застосування біо-МЕМС включають геноміку, протеоміки, молекулярну діагностику, діагностику в місцях надання медичної допомоги, тканинну інженерію, аналіз окремих клітин і імплантуються мікропристрою.

## Історія
У 1967 році С. Б. Картер повідомив про використання тіньових паладієвих острівців для прикріплення клітин. Після цього першого дослідження біо-МЕМС подальший розвиток в цій галузі було повільним протягом приблизно 20 років. У 1985 році компанія Unipath Inc. випустила на ринок ClearBlue, тест на вагітність, який використовується і сьогодні, який можна вважати першим мікрофлюїдних пристроєм, що містить папір, і першим мікрофлюїдних продуктом на ринку. У 1990 році Андреас Манц і Х. Майкл Відмер з швейцарської компанії Ciba-Geigy (нині Novartis) вперше використовували термін «мікросистема повного аналізу» (μTAS) в своїй основоположною статті, в якій запропонували використовувати мініатюрні системи повного хімічного аналізу для хімічного зондування. Концепція μTAS була мотивована трьома основними факторами. По-перше, відкриття ліків в останні десятиліття, аж до 1990-х років, було обмежено через часу і вартості паралельного проведення безлічі хроматографічних аналізів на макроскопічному обладнанні. По-друге, проект «Геном людини» (HGP), що почався в жовтні 1990 року, викликав потребу в поліпшенні можливостей секвенування ДНК. Таким чином, капілярний електрофорез став основним засобом поділу хімічних речовин і ДНК. По-третє, DARPA Міністерства оборони США в 1990-х роках підтримало ряд дослідницьких програм в області мікрофлюїдики, усвідомивши необхідність розробки розгорнутих у польових умовах мікросистем для виявлення хімічних і біологічних агентів, що представляють потенційну військову і терористичну загрозу. Дослідники почали використовувати обладнання фотолитографии для мікрофабрикаціі мікроелектромеханічних систем (МЕМС), успадковане від мікроелектронної промисловості. У той час застосування МЕМС в біології було обмежено, оскільки ця технологія була оптимізована для кремнієвих або скляних пластин і використовувала фоторезисти на основі розчинників, які були несумісні з біологічним матеріалом. У 1993 році Джордж М. Уайтсайдс, хімік з Гарварда, представив недорогу мікрофабрики на основі ПДМС, що зробило революцію в області біо-МЕМС. З тих пір область біо-МЕМС переживає бурхливе зростання. Серед основних технічних досягнень в області біо-МЕМС в 1990-х роках можна виділити наступні:
- У 1991 році був розроблений перший олігонуклеотидний чип.
- У 1998 році були розроблені перші тверді мікроголки для доставки ліків.
- У 1998 році був розроблений перший чип для полімеразної ланцюгової реакції з безперервним потоком.
- В 1999 році вперше продемонстровані гетерогенні ламінарні потоки для селективної обробки клітин в Мікроканали.

Сьогодні гідрогелю, такі як агароза, біосумісні фоторезисти і самосборка є ключовими областями досліджень в поліпшенні біо-МЕМС як заміни або доповнення PDMS.

## Підходи

### Матеріали

#### Кремній і скло
Традиційні методи мікрообробки, такі як мокре травлення, сухе травлення, глибоке реактивне іонне травлення, напилення, анодное з'єднання і з'єднання плавленням, використовуються в біо-МЕМС для виготовлення проточних каналів, датчиків потоку, хімічних детекторів, розділових капілярів, змішувачів, фільтрів, насосів і клапанів. Однак використання пристроїв на основі кремнію в біомедичних додатках має деякі недоліки, такі як висока вартість і біологічна несумісність. Через одноразового використання, великих розмірів в порівнянні з МЕМС-аналогами і вимоги до чистоти приміщень, висока вартість матеріалів і обробки робить біо-МЕМС на основі кремнію менш економічно привабливими. У природних умовах біо-МЕМС на основі кремнію можуть бути легко функціоналізованих для мінімізації адсорбції білків, але крихкість кремнію залишається основною проблемою.

#### Пластмаси та полімери
Використання пластмас і полімерів в біо-МЕМС привабливо тим, що вони легко виготовляються, сумісні з методами мікрообробки і швидкого прототипування, а також мають низьку вартість. Багато полімери також оптично прозорі і можуть бути інтегровані в системи, що використовують оптичні методи виявлення, такі як флуоресценція, УФ / Вид поглинання або метод Рамана. Більш того, багато полімери біологічно сумісні, хімічно інертні до розчинників і електрично ізольовані для додатків, де необхідні сильні електричні поля, наприклад, для електрофоретичного розділення. Хімічний склад поверхні полімерів також може бути змінений для конкретних застосувань. Зокрема, поверхню ПДМС може бути опромінена іонами таких елементів, як магній, тантал і залізо, для зниження гідрофобності поверхні, що дозволяє поліпшити адгезію клітин в умовах «in vivo». Найбільш поширені полімери, використовувані в біо-МЕМС, включають ПММА, ПДМС, OSTEmer і SU-8.

#### Біологічні матеріали
- A) Мікронанесеніе фибронектина на поверхню скла PNIPAM.
- B) і C) Поодинокі фібробласти просторово обмежені геометрією мікрошаблона фибронектина.
- Мікромасштабное маніпулювання і нанесення малюнка на біологічні матеріали, такі як білки, клітини і тканини, використовується при розробці клітинних масивів, мікромассівов, тканинної інженерії на основі мікрофабрики і штучних органів. * Біологічний мікропаттернінг може бути використаний для високопродуктивного аналізу окремих клітин, точного контролю клітинного мікрооточення, а також контрольованої інтеграції клітин до відповідних багатоклітинні архітектури для відтворення умов in vivo. Фотолітографія, Мікроконтактна друк, селективна мікрофлюідних доставка і самозбирається моношарів — ось деякі методи, використовувані для нанесення біологічних молекул на поверхні. Для нанесення мікрошаблонов на клітини можна використовувати Мікроконтактна нанесення білків позаклітинного матриксу, клітинний електрофорез, оптичні Пінцетний решітки, діелектрофорез і електрохімічних активні поверхні.

#### Папір
Паперова мікрофлюідіка (іноді звана «лабораторія на папері») — це використання паперових підкладок в мікрофабрики для маніпулювання потоками рідини в різних додатках. Паперова мікрофлюідіка застосовується в паперовому електрофорезі і імуноаналізі, найбільш відомим з яких є комерціалізований тест на вагітність ClearBlue. Переваги використання паперу для мікрофлюідікі і електрофорезу в біо-МЕМС включають її низьку вартість, биоразлагаемость і природне фітільнимі дію. Серйозним недоліком мікрофлюідікі на основі паперу є залежність швидкості гніту від умов навколишнього середовища, таких як температура і відносна вологість. Паперові аналітичні пристрої особливо привабливі для діагностики в країнах, що розвиваються як через низьку вартості матеріалу, так і з-за акценту на колориметрические аналізи, які дозволяють медичним працівникам легко інтерпретувати результати на око. У порівнянні з традиційними мікрофлюідіческімі каналами, паперові мікроканали доступні для введення зразків (особливо зразків судово-медичного характеру, таких як біологічні рідини і грунт), а також завдяки своїм природним фільтрувальним властивостям, виключає потрапляння в зразки залишків клітин, бруду та інших домішок. Репліки на паперовій основі продемонстрували таку ж ефективність при виконанні звичайних мікрофлюідних операцій, таких як гідродинамічна фокусування, виділення молекул за розміром, мікросмешіваніе і розведення; звичайні 96- і 384-ямкові мікропланшети для автоматизованої обробки і аналізу рідин були відтворені за допомогою фотолітографії на папері для досягнення більш тонкого профілю і зниження вартості матеріалу при збереженні сумісності зі звичайними пристроями для читання мікропланшетів. Методи нанесення мікрошаблонов на папір включають фотолитографию, лазерну різку, струменевий друк, плазмову обробку і нанесення малюнка на віск.

### Електрокінетіка
Приклад експерименту по електрофорез: Два конічних електрода встановлюються на вході і виході мікроканалу, і клітини переміщаються вздовж мікроканалу під дією постійного електричного поля.
Електрокінетіка була використана в біо-МЕМС для поділу сумішей молекул і клітин за допомогою електричних полів. При електрофорезі заряджений вид в рідини переміщається під впливом прикладеного електричного поля. Електрофорез використовувався для фракціонування малих іонів, заряджених органічних молекул, білків і ДНК. Електрофорез і мікрофлюідіка є синергетичним, оскільки в Мікроканали можна використовувати більш високі напруги завдяки більш швидкому відводу тепла. Ізоелектрична фокусування — це поділ білків, органел і клітин з різними ізоелектричної точки. Для ізоелектричної фокусування необхідний градієнт pH (зазвичай створюється за допомогою електродів), перпендикулярний напрямку потоку. Сортування і фокусування цікавлять видів досягається завдяки тому, що електрофоретична сила викликає перпендикулярну міграцію до тих пір, поки вони не потечуть уздовж відповідних Ізоелектрична точок. Діелектрофорез — це рух незаряджених частинок внаслідок індукованої поляризації під дією неоднорідних електричних полів. Діелектрофорез може бути використаний в біо-МЕМС для створення діелектрофоретіческіх пасток, концентрації певних частинок в певних точках на поверхні і перенаправлення частинок з одного потоку в інший для динамічної концентрації.

## Біо-МЕМС для діагностики

### Геномні і протеомні мікрочипи
Affymetrix GeneChip® є прикладом геномного мікрочипа.
Цілі геномних і протеомних мікрочипів — зробити високопродуктивний аналіз генома швидше і дешевше, а також виявити активовані гени і їх послідовності. Існує безліч різних типів біологічних об'єктів, що використовуються в мікрочипах, але в цілому мікрочип складається з впорядкованої колекції мікрокрапок, кожна з яких містить один певний молекулярний вид, який взаємодіє з аналітом, для одночасного тестування тисяч параметрів в одному експерименті. Деякі області застосування геномних і протеомних мікрочипів — неонатальний скринінг, визначення ризику захворювань і прогнозування ефективності терапії для персоналізованої медицини.

#### Олігонуклеотиднічипи
Олігонуклеотидні чипи — це мікрочипи олігонуклеотидів. Вони можуть використовуватися для виявлення мутацій і моніторингу експресії, а також для виявлення і картування генів. Основними методами створення олігонуклеотидних мікрочипів є гелеві подушечки (Motorola), мікроелектроди (Nanogen), фотолітографія (Affymetrix) і струменевий технологія (Agilent).
За допомогою гелевих подушечок готові олігонуклеотиди прикріплюються до ділянок активованого поліакриламіду.
За допомогою мікроелектродів негативно заряджені ДНК і молекулярні зонди можуть бути сконцентровані на заряджених електродах для взаємодії.
За допомогою фотолітографії на підкладці створюється світловий вплив з використанням фотомаски або віртуальної фотомаски, яка проектується з цифрового мікродзеркальна пристрою. Світло видаляє фотоліабільние захисні групи з обраних областей впливу. Після зняття захисту нуклеотиди з фотолабільной захисної групою піддаються впливу світла по всій поверхні, і процес хімічної сполуки відбувається лише там, де на попередньому етапі було вплив світла. Цей процес може бути повторений для синтезу олігонуклеотидів невеликої довжини на поверхні, нуклеотид за нуклеотидом.
Використовуючи струминну технологію, нуклеотиди наносяться на поверхню крапля за краплею, утворюючи олігонуклеотиди

#### Мікрочипи кДНК
Мікрочипи кДНК часто використовуються для великомасштабного скринінгу та вивчення експресії. У кДНК-мікрочипах мРНК з клітин збирають і перетворюють в кДНК шляхом зворотної транскрипції. Потім молекули кДНК (кожна з яких відповідає одному гену) мобілізують у вигляді плям діаметром ~ 100 мкм на мембрані, склі або кремнієвому чипі за допомогою металевих штифтів. Для детекції флуоресцентно мічені одноцепочечниє кДНК з клітин гибрідизуючою з молекулами на мікрочипі, і для аналізу використовується диференціальне порівняння між обробленим (наприклад, поміченим червоним кольором) і необробленим зразком (позначеним іншим кольором, наприклад, зеленим). Червоні точки означають, що відповідний ген був експресувати на більш високому рівні в обробленому зразку. І навпаки, зелені точки означають, що відповідний ген був експресувати на більш високому рівні в необробленому зразку. Жовті точки, як результат перекриття червоних і зелених точок, означають, що відповідний ген експресуватися на відносно однаковому рівні в обох зразках, тоді як темні точки вказують на відсутність або незначну експресію в обох зразках.

#### Пептидні і білкові мікрочипи
Мотивація для використання пептидних і білкових мікрочипів полягає, по-перше, в тому, що транскрипти мРНК часто погано корелюють з фактичною кількістю синтезованого білка. По-друге, ДНК-мікрочипи не можуть визначити посттрансляційної модифікації білків, яка безпосередньо впливає на функцію білка. По-третє, в деяких біологічних рідинах, таких як сеча, відсутні мРНК. Білковий мікрочип складається з бібліотеки білків, иммобилизованной на підкладці, зазвичай скляній, кремнієвої, полистироловой, PVDF або нітроцелюлозній. В цілому, існує три типи білкових мікрочипів: функціональні, аналітичні або захватні і обернено-фазові білкові масиви.
Функціональні білкові масиви відображають згорнуті і активні білки і використовуються для скринінгу молекулярних взаємодій, вивчення білкових шляхів, виявлення мішеней для посттрансляційної модифікації і аналізу ферментативної активності.
Аналітичні або захватні білкові масиви відображають антигени і антитіла для профілювання експресії білка або антитіла в сироватці. Ці масиви можуть використовуватися для виявлення біомаркерів, моніторингу кількості білків, моніторингу стану активності в сигнальних шляхах і профілювання репертуару антитіл при захворюваннях.
Назад-фазові білкові масиви тестують репліки клітинних лізатів і зразків сироватки з різними антитілами для вивчення змін в експресії конкретних білків і модифікацій білків під час розвитку хвороби, а також для виявлення біомаркерів.
Білкові мікрочипи мають суворі умови виробництва, зберігання і проведення експериментів з-за низької стабільності і необхідності враховувати нативную складчастість іммобілізованих білків. Пептиди, з іншого боку, більш хімічно стійкі і можуть зберігати часткові аспекти функції білка. Тому пептидні мікрочипи використовуються на додаток до білкових Мікрочипи в протеомних дослідженнях і діагностиці. Білкові мікрочипи зазвичай використовують кишкову паличку для отримання потрібних білків, в той час як пептидні мікрочипи використовують техніку SPOT (поетапний синтез пептидів на целюлозі) або фотолитографию для отримання пептидів.